# Хараста-эль-Басаль
Хараста-эль-Басаль (араб. حرستا البصل‎ или араб. حرستا‎, Хараста) — город на юго-западе Сирии, расположенный на территории мухафазы Дамаск.

## География
Город находится в юго-западной части мухафазы, в долине реки Барада, на расстоянии нескольких километров к северо-востоку от Дамаска, административного центра провинции и столицы страны. Абсолютная высота — 712 метров над уровнем моря.

## История
Во время войны в Сирии в результате операция при посредничестве российского Центра по примирению враждующих сторон 22—23 марта 2018 года 4979 боевиков «Ахрар Аш-Шам» и членов их семей были перевезены из Хараста-Эль-Басаля в провинцию Идлиб. Саперы Сирийской арабской армии (САА) сразу после освобождения города от террористов начали разминирование домов и улиц.

## Население
По данным официальной переписи 1981 года численность населения составляла 25 657 человек.
Динамика численности населения города по годам:
| 1981   | 2003   | 2013   |
| ------ | ------ | ------ |
| 25 657 | 36 441 | 45 974 |

## Транспорт
Ближайший гражданский аэропорт — Международный аэропорт Дамаска.